# Vall dels Marquesos
La Vall dels Marquesos es troba al terme municipal de Cervià de les Garrigues.